# Боскауэн, Джордж, 3-й виконт Фалмут
Джордж Боскауэн, 3-й виконт Фалмут (англ. George Boscawen, 3rd Viscount Falmouth; 6 мая 1758 — 11 февраля 1808) — британский армейский офицер и политик.

## Биография
Родился 6 мая 1758 года. Третий и младший сын адмирала достопочтенного Эдварда Боскауэна (1711—1761) от брака с Фрэнсис Гланвилл (1719—1805). Внук Хью Боскауэна, 1-го виконта Фалмута.
В 1774 году он поступил на службу в британскую армию в качестве корнета, но в конечном итоге достиг звания полковника в 1795 году.
4 февраля 1782 года после смерти своего дяди, Хью Боскауэна, 2-го виконта Фалмута (1707—1782), не оставившего после себя законного мужского потомства, Джордж Боскауэн унаследовал титулы 3-го виконта Фалмута в графстве Корнуолл и 3-го барона Боскауэна-Роуза в графстве Корнуолл, став членом Палаты лордов Великобритании.
Он был главным судьей в Эйре, Северном Тренте (1789—1790), капитан Корпуса офицеров почётного эскорта (1790—1806, 1807—1808). В 1790 году он был сделан членом Тайного совета Великобритании.

## Семья
29 июня 1784 года Джордж Боскауэн женился на Элизабет Энн Кру (? — 10 августа 1793), дочери Джона Кру. У супругов было четверо детей:
- Достопочтенная Элизабет Боскауэн (10 октября 1784 — 2 марта 1872)[2], в 1808 году она вышла замуж за лорда Артура Джона Генри Сомерсета, сына 5-го герцога Сомерсета, от брака с которым у неё было трое детей.
- Эдвард Боскауэн, 1-й граф Фалмут (10 мая 1787 — 29 декабря 1841)[2], старший сын и преемник отца.
- Преподобный Джон Эвелин Боскауэн (1790 — 12 апреля 1851)[2], каноник Кентерберийского собора
- Достопочтенная Энн Эвелин Боскауэн (23 ноября 1791 — 5 марта 1871)[2], с 1810 года жена сэра Джорджа Уоррендера, 4-го баронета.

Лорд Фалмут скончался 8 февраля 1808 года в возрасте 49 лет, ему наследовал его старший сын Эдвард.

## В художественной литературе
Названный лордом Фалмутом, он является повторяющимся персонажем в романах Полдарк Уинстона Грэма, где он представлен как доминирующая политическая фигура в Корнуолле своего времени из-за его бесстыдного использования покровительства и его влияния на парламентские выборы. Он лично выглядит несколько отстраненным и высокомерным человеком, но способным на доброту и акты дружбы.
В сериале BBC TV 2015 года, основанном на книгах, лорда Фалмута играет Джеймс Уилби.. В сериале у него есть любимый племянник Хью, которого Полдарк спасает вместе с 11 другими людьми от заключения у французов. К сожалению, Хью позже поддастся болезни, возможно генетической, которая усугубилась из-за его заключения. Однако Фалмут все еще оказывает Полдарку свою политическую поддержку, так как, по его мнению, Росс все еще давал ему дополнительное время с племянником, которого у него бы не было, если бы Хью не был спасен.